# Hásteinsvöllur
El Hásteinsvöllur es un estadio multiusos utilizado principalmente para partidos de fútbol ubicado en la ciudad de Vestmannaeyjar en Islandia y actualmente es la sede del Íþróttabandalag Vestmannaeyja.

## Historia
Fue inaugurado en 1912 con capacidad para más de 2000 espectadores, ha sido remodelado en tres ocasiones incluyendo la de enero de 2012, en la que el ÍBV mandó a instalar 700 asientos adicionales para jugar el primer partido en invierno de 2012 ante el Breiðablik. El costo estimado por los asientos adicionales fue alrededor de 40 millones de ISK (315,000 USD).
En 2017 estuvo en la lista de las 10 arenas deportivas más bellas por la BBC. En abril de 2021 el sitio 90min.com colocó al Hásteinsvöllur como el 14° estadio más bonito del mundo.